# B&H航空
B&H航空（ビーアンドエイチこうくう、B&H Airlines）はボスニア・ヘルツェゴビナにかつて存在した航空会社。サラエヴォのサラエヴォ国際空港を中心に国内外に定期便やチャーター便を飛ばす同国のフラッグ・キャリアであった。

## 歴史
B&H航空は1994年にエア・ボスニアとして設立されたが、2003年秋に増加する負債の返済が出来ずに経営破綻を起こしすべての運航を休止するという事態に陥った。しかし2004年春には内閣がエア・ボスニアの再建を決定し、2005年6月にはB&H航空と改称し2機のATR 72型機で運航を再開した。ボスニア・ヘルツェゴビナ政府(51%)とEnergoinvest(49%)が共同で会社を保有していたが、2007年後半にボスニア・ヘルツェゴビナ政府は株式の売却することを発表し、2008年にはトルコ航空やクロアチア航空が交渉に入ったと伝えられた。株式のオークションが行われ、トルコ航空、マレーシアのコミンテル・コーポレーション、ロイヤル・ヨルダン航空を含むヨルダンのコンソーシアムが入札。2008年10月29日、ボスニア政府はトルコ航空が最高入札者として選出されたと発表、しかし2012年6月、トルコ航空はこの合弁事業を終了。ボスニア政府はトルコ航空による出資分（49％）を買収した後、ボスニア政府(99.93％)、Energoinvest(0.07％)による共同所有に移行した。
2013年4月、唯一飛行可能なATR72がメンテナンスのために使用できなくなったため、フライトをキャンセルせざるを得ない事態になった。
2015年6月、ボスニア・ヘルツェゴビナ政府は同社の精算を決定。精算時の同社の負債総額は1,700万米ドルを超えていた。最後の商用飛行は2015年6月11日に行われ、2015年7月2日に航空運輸事業許可が取り消された。

## 就航都市
- ボスニア・ヘルツェゴビナ
  - サラエヴォ
  - バニャ・ルカ
  - モスタル
- 北マケドニア
  - スコピエ
- スイス
  - チューリッヒ
- ドイツ
  - フランクフルト
  - シュトゥットガルト
  - ケルン/ボン
- トルコ
  - イスタンブール
- クロアチア

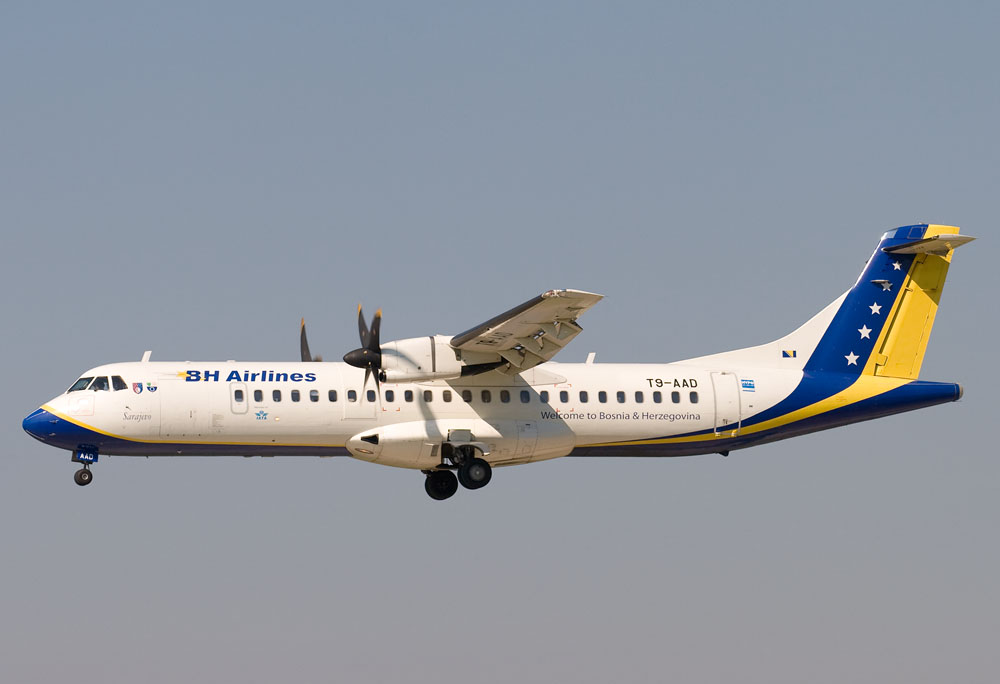
B&H航空ATR 72型機

  - ザグレブ（クロアチア航空とのコードシェア）
- セルビア
  - ベオグラード（Jat航空とのコードシェア）

また2008年度にはトルコのイスタンブール・アンタルヤ・ボドルムにチャーター便を飛ばしていた。

## 保有機材
- ATR 72　2機
- パイパーPA-34-200T SenecaII　1機（チャーター便用）
- CASA 212-200 D　1機（貨物用）

## 業績
- 旅客

| 2005   | 2006   | 2007   | 2008 |
| ------ | ------ | ------ | ---- |
| 24,906 | 59,792 | 68,222 |      |

- 収入

| 2005                  | 2006                  | 2007                  | 2008 |
| --------------------- | --------------------- | --------------------- | ---- |
| 11,743,457 兌換マルク | 19,623,342 兌換マルク | 24,183,951 兌換マルク |      |

※1兌換マルクは約82円。